# Viburnum integrifolium
Viburnum integrifolium är en desmeknoppsväxtart som beskrevs av Bunzo Hayata. Viburnum integrifolium ingår i släktet olvonsläktet, och familjen desmeknoppsväxter. Inga underarter finns listade i Catalogue of Life.